# Центр креативних технологій «Тумо»
Центр креативних технологій «Тумо» (вірм. Թումո ստեղծարար տեխնոլոգիաների կենտրոն) — навчальний центр у місті Єреван, Вірменія. Заснований 2011 року. Центр навчає осіб у віці від 12 до 18 років для роботи в IT-сфері з використанням сучасних технологій.

## Історія

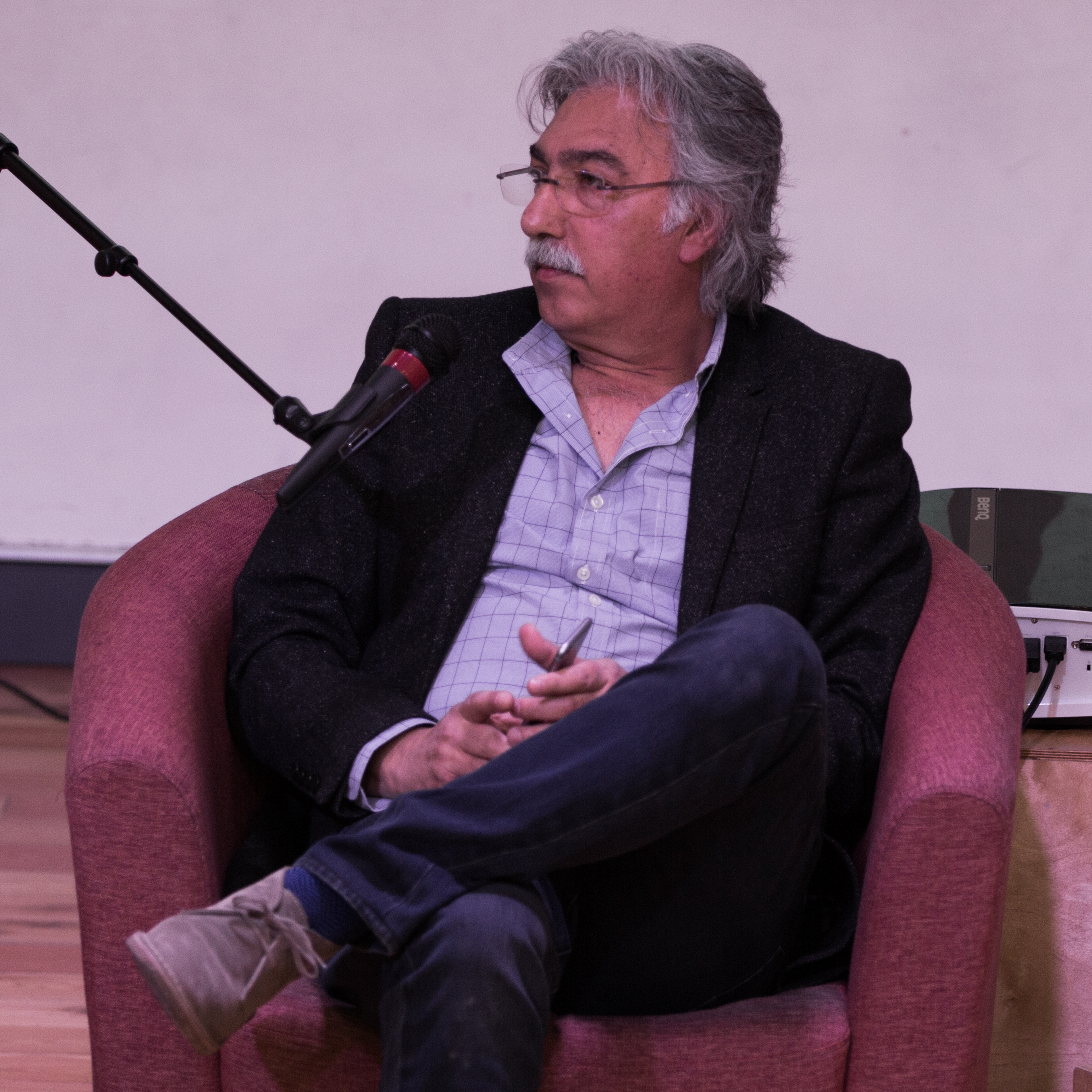
Сем Симонян на панельній дискусії AGBU в Єревані (квітень 2015)

«Тумо» спочатку був задуманий як центр позашкільної освіти для підлітків. Засновником центру став американський підприємець вірменського походження Сем Симонян. Будівництво центру почалося 2003 року і закінчилося в 2009—2010 роках. Урочисте відкриття центру «Тумо» відбулося 14 серпня 2011 року та супроводжувалося концертом рок-музикантів Танкяна і Dorians.
За перші 5 років існування центру в ньому пройшли навчання понад 10 тисяч осіб. 2016 року центр креативних технологій «Тумо» опинився на першому місці рейтингу інноваційних шкіл світу, складеного французьким журналом «We demain».

## Навчання

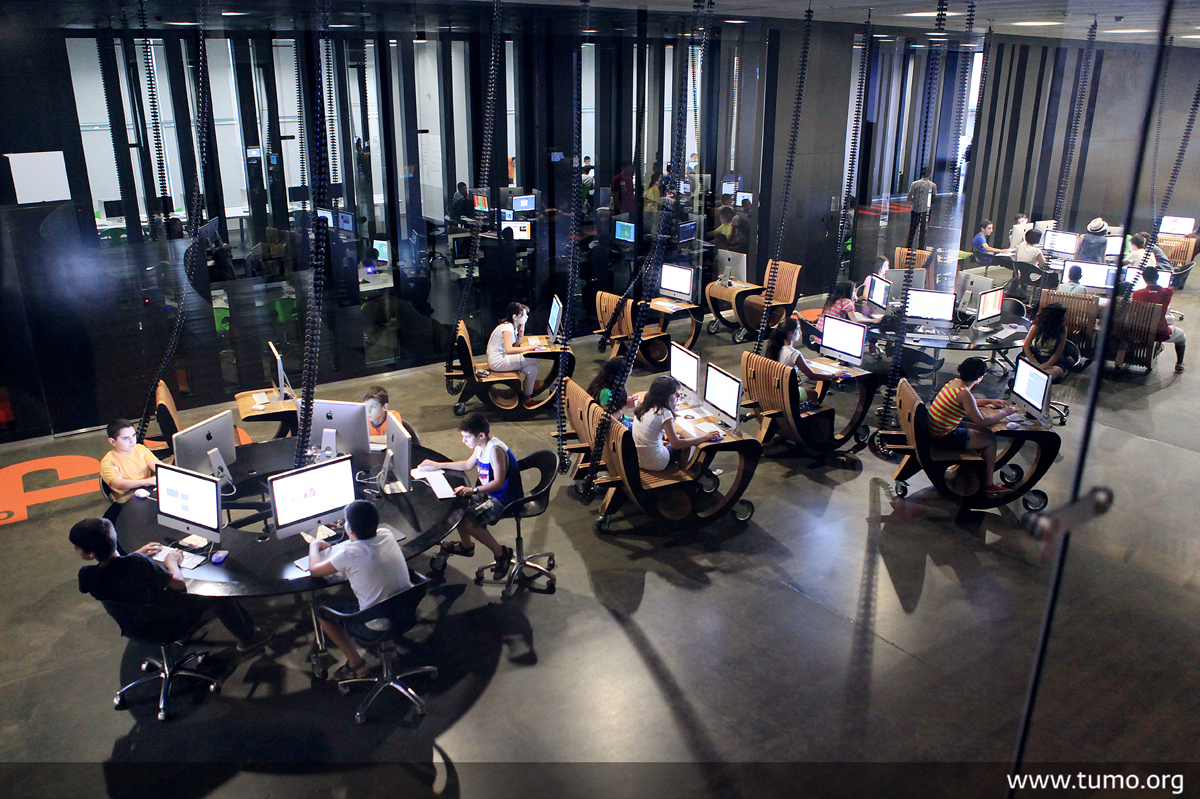

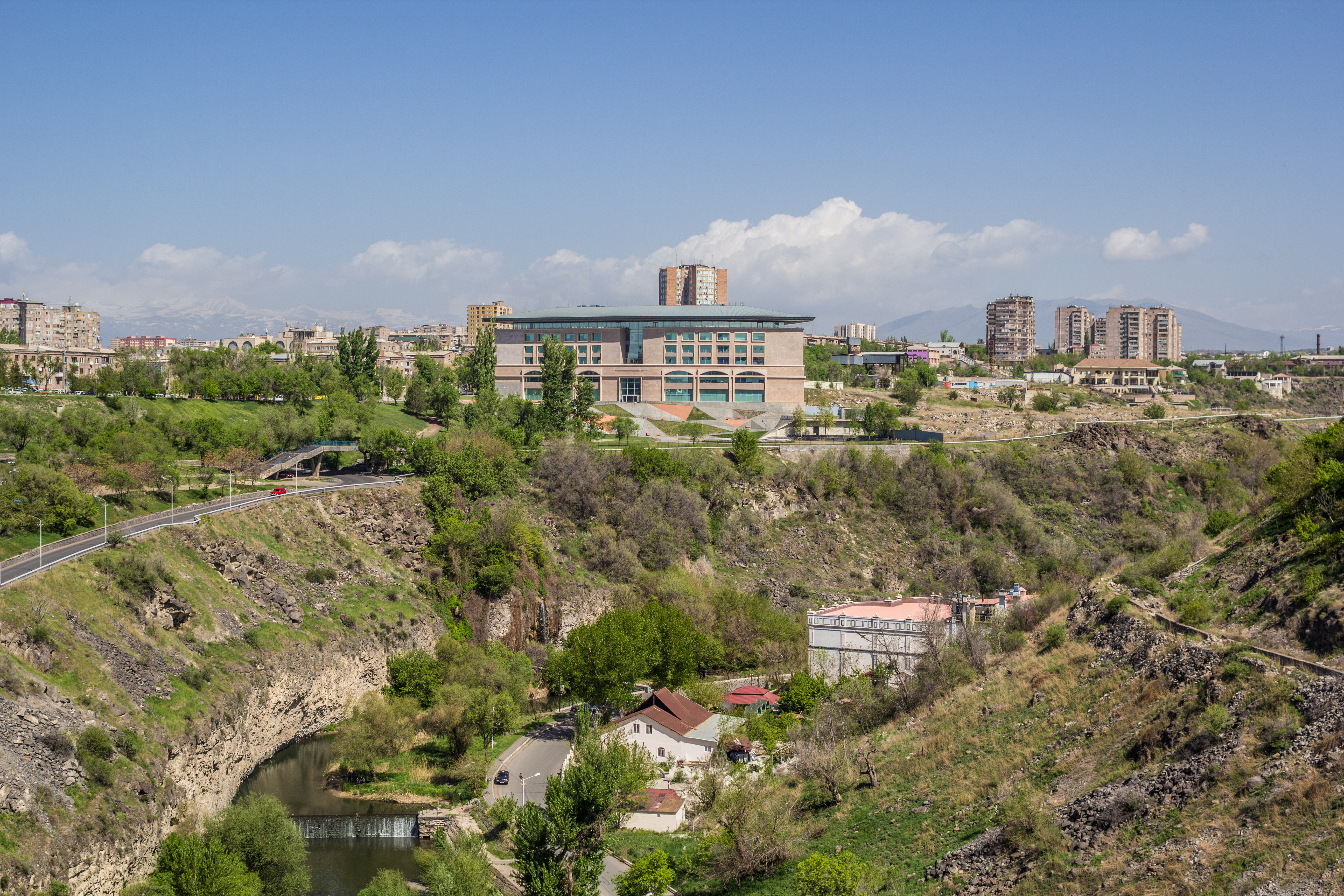
Центр «Тумо» розташований біля долини річки Раздан поруч з парком імені Туманяна

Навчання в центрі організовано за чотирма напрямами: анімація, розробка ігор, веброзробка та цифрові засоби масової інформації. Також приділяється увага заняттям танцями, спортом і музикою. Уроки з обов'язкової дисципліни проходять один раз на тиждень, також учень може вибрати додатковий день у суботу. Цикл навчання триває два роки.
Центр «Тумо» займає площу 6000 квадратних метрів на перших двох поверхах сучасного будинку, спроєктованого ліванським архітектором Бернаром Хурі. Інші поверхи здаються в оренду, з цих доходів формується бюджет центру.

## Розширення
У січні 2013 року, за підтримки Центрального банку Вірменії «Тумо» відкрив програму навчання в Діліжані. У партнерстві з Всевірменським благодійним союзом «Тумо» відкрив філію в Ґюмрі у травні 2015 року. У вересні 2015 року відкрито філію в місті Степанакерт у Нагірному Карабасі.
2018 року за ініціативою Анн Ідальго школа «Тумо» відкрилася в Парижі. Під час візиту в Єреван у січні 2018 року мер Парижа з захопленням висловилася про центр, повідомивши президента, що в поточному році планується створити в Парижі центр за прикладом вірменського проєкту, який стане ще одним мостом двосторонньої дружби. У паризькому «Тумо» будуть навчатися 4000 учнів.